# Kenkichi Saitō
Kenkichi Saitō (jap. 斎藤 兼吉 Saitō Kenkichi; * 2. Januar 1895 in Takachi, Sado (heute Sado), Niigata; † 26. Oktober 1960 in Nagoya) war ein japanischer Schwimmer und Leichtathlet.

## Karriere
Saitō begann bereits früh, diverse Sportarten zu betreiben. Im Laufe seiner Schullaufbahn besuchte er unter anderem die Tokyo Higher Normal School mit dem Ziel, Lehrer zu werden. Dort schwamm er für die Schulmannschaft. 1916 gewann er bei den japanischen Meisterschaften seinen ersten Titel – so siegte er über 50 Yards Freistil. Im Folgejahr trat er für sein Heimatland bei den Far Eastern Championship Games in Tokio an. Dort gewann er die Titel im Speerwurf, über 100 m Freistil sowie die Staffeldisziplinen 4 × 100 m und 4 × 200 m Freistil. Bei den nationalen Leichtathletikmeisterschaften siegte er im Speer- und Diskuswurf. 1918 gewann er erneut den japanischen Meistertitel im Speerwurf.
Im Jahr 1920 war er Teilnehmer der Olympischen Spiele in Antwerpen. Hier scheiterte er im Wettbewerb über 100 m Freistil im Vorlauf am Weiterkommen, in der Disziplin 400 m Freistil erreichte er das Halbfinale. Zusätzlich war er zunächst für fünf Leichtathletikwettbewerbe gemeldet, trat letztendlich aber in allen nicht an. Bei den Spielen lernte er die Kraultechnik von Duke Kahanamoku kennen und verbrachte im Anschluss ein Jahr in Europa, um die Ausübung von Sport in westlichen Ländern zu studieren. Nach seiner Rückkehr nach Japan unterrichtete er Leibeserziehung mit Fokus auf dem Schwimmsport an verschiedenen staatlichen Einrichtungen.
Sein Bruder Takahiro Saitō nahm 1924 ebenfalls an Olympischen Spielen teil.